# Proserpina
Proserpina var underverdenens gudinde i den romerske mytologi. Hun var datter af Ceres og Jupiter, og blev Plutos hustru.
Hun findes i den græske mytologi som Persefone.
- Wikimedia Commons har flere filer relateret til Proserpina

| Mytologi | Spire Denne artikel om mytologi er en spire som bør udbygges. Du er velkommen til at hjælpe Wikipedia ved at udvide den. |